# Boston Online Film Critics Association Awards 2018
7. ročník předávání cen asociace Boston Online Film Critics Association se konal dne 15. prosince 2018.

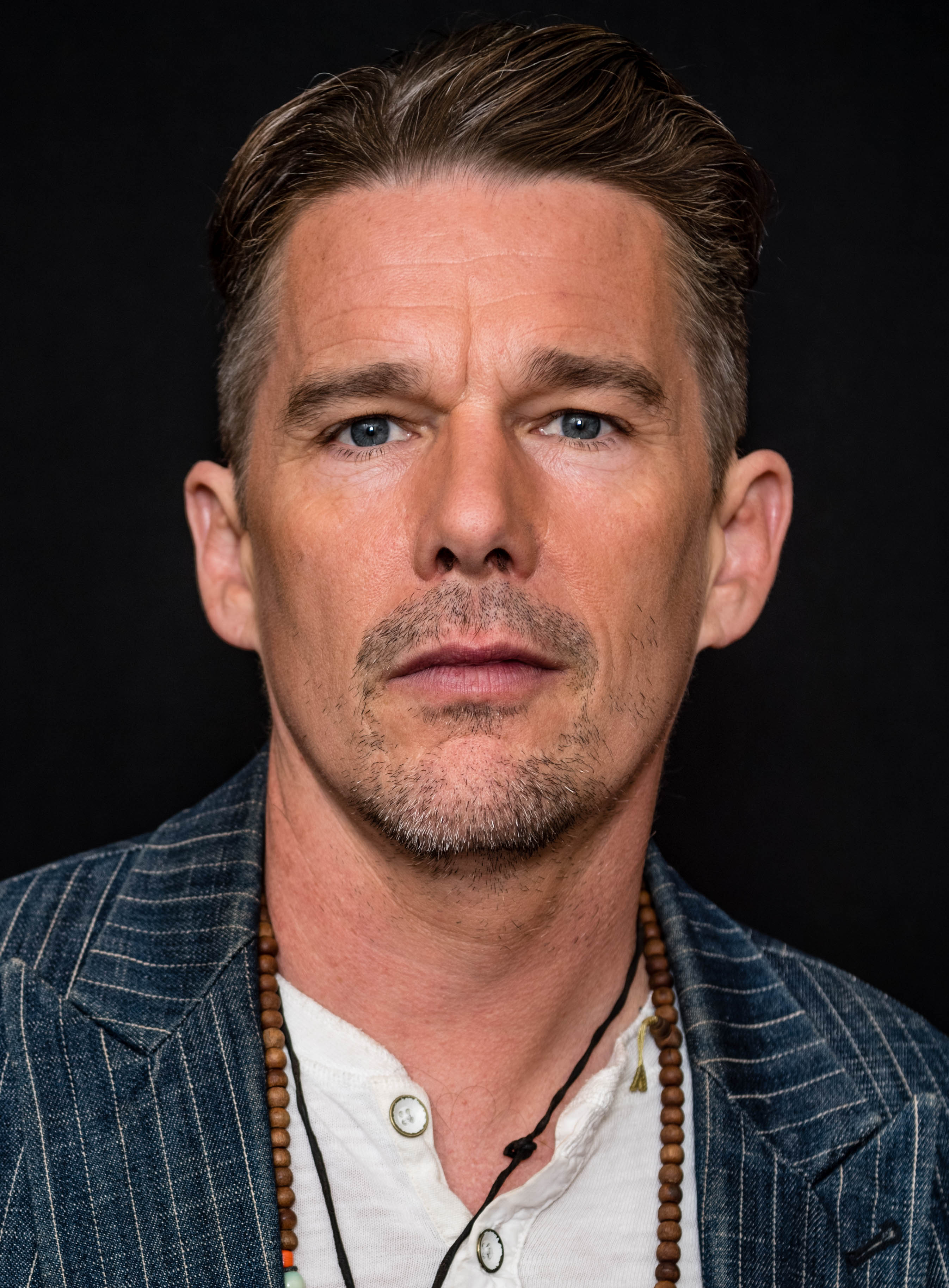
Ethan Hawke, vítěz v kategorii nejlepší mužský herecký výkon v hlavní roli

## Nejlepších deset filmů
1. Nikdys nebyl
2. Zoufalství a naděje
3. Roma
4. BlacKkKlansman
5. Black Panther
6. Zloději
7. Holky sobě
8. Balada o Busterovi Scruggsovi
9. Děsivé dědictví
10. Kdyby ulice Beale mohla mluvit

## Vítězové
- Nejlepší režisér: Lynne Ramsay – Nikdys nebyl
- Nejlepší scénář: Paul Schrader – Zoufalství a naděje
- Nejlepší herec v hlavní roli: Ethan Hawke – Zoufalství a naděje
- Nejlepší herečka v hlavní roli: Toni Collette – Děsivé dědictví
- Nejlepší herec ve vedlejší roli: Richard E. Grant – Dokážete mi kdy odpustit?
- Nejlepší herečka ve vedlejší roli: Regina Kingová – Kdyby ulice Beale mohla mluvit
- Nejlepší obsazení: Holky sobě
- Nejlepší dokument: Won't You Be My Neighbor?
- Nejlepší cizojazyčný film: Roma
- Nejlepší animovaný film: Spider-Man: Paralelní světy
- Nejlepší kamera: Alfonso Cuarón – Roma
- Nejlepší střih: Joe Bini – Nikdys nebyl
- Nejlepší skladatel: Jonny Greenwood – Nikdys nebyl